# Megasema pelita
Megasema pelita är en fjärilsart som beskrevs av Corti och Max Wilhelm Karl Draudt 1933. Megasema pelita ingår i släktet Megasema och familjen nattflyn. Inga underarter finns listade i Catalogue of Life.